# 雙龍・イスタナ
イスタナ（ISTANA、朝: 이스타나）は、大韓民国の自動車メーカー、雙龍自動車（現: KGモビリティ）により製造・販売されたキャブオーバー型のワンボックス車である。

## 初代（1995年 - 2004年）

### 概要
同社がドイツの自動車メーカー、メルセデス・ベンツと提携し、MB100をベースに開発した。メルセデス・ベンツは同社へディーゼルエンジンを技術供与する代わりに、小型商用車のOEM製造を条件に掲げたのである。
他の雙龍車はプラットフォームやエンジンのみをメルセデス・ベンツ車と共有するのに対し、本車はOEM製造の為、雙龍車の中でも1番にメルセデス・ベンツ車味の強い車種となる。また、キャブオーバー型のワンボックスバンとしては非常に稀なFF駆動の採用を特徴とする。この為、助手席は1席のみとなり、エンジンオイル及び不凍液は座席を持ち上げ給油する方式とは異なり、ボンネットを開閉し給油する方式となる。なお、エンジンは縦置きである為、シャフトが90°に曲がり駆動軸と連結する複雑な構造となり、アメリカ合衆国の自動車部品メーカー、ボーグワーナー製5速MTのみを搭載した。
また、前輪駆動の為、プロペラシャフトが不要であり、全幅及び全高を広く取れ、広大な室内空間を実現した。
12名乗りワゴン、15名乗りワゴン、2名乗りバン、6名乗りバンの4種類を用意し、ムッソーと共有する2,900cc 95psの直列5気筒OM662型を搭載した。販売価格はベーシックで12名乗りが1,071万ウォン、15名乗りが1,249万ウォンであった。ボディはショートボディとロングボディ（オムニ）の2種類を用意した。
メルセデス・ベンツとの提携により競合車種と比較して長所が多く、現在もワゴン車の伝説と称されており、塾及び教会の通学バスとして人気であった。輸出仕様はMB100/140として販売された。
変速は少し誤れば『馬乗り現象』が発生し、固くなり速度も低下し、振動も激しくなる。

### 年表
- 1995年4月28日 - 発表。
- 1995年7月 - 販売開始。
- 1997年 - テレビCMにメルセデス・ベンツの副社長が出演。
- 1997年3月 - ツートンカラーを新設定。
- 1998年 - 雙龍自動車が大宇自動車（現: 韓国GM）に吸収、「大宇・イスタナ」としてエンブレムを変更し、販売。
- 2000年 - 雙龍ブランド復活とともに車名も「サンヨン・イスタナ」に戻る。
- 2001年1月 - バンパーガード及び乗用車風サイドミラーが新設定し、アルミホイールのデザインを変更。
- 2003年5月30日 - ショートボディを製造終了。
- 2004年 - 中華人民共和国の自動車メーカー、上海匯忠によりマクサスへ改め現地製造開始。
- 2004年1月 - 収益性及び安定性の観点並びに自動車排出ガス規制に適合出来ず、ロングボディも製造終了。実質的な後継車種はロディウスとなる。
- 2010年 - 現地製造終了。

## 車名の由来
マレーシア語で「宮殿」を意味する。